# Daniel Castro Steinert
Daniel Castro Steinert (26 de enero de 1978) es un guionista, intérprete y actor chileno. Formó parte del colectivo de arte La Nueva Gráfica Chilena. En televisión ha trabajado en diversos programas infantiles, tales como 31 minutos (ganador de un Premio Altazor en 2004), donde se ha desempeñado como guionista, actor, titiritero, realizador, letrista y cantante. En cine realizó 31 minutos, la película. También es guionista del corto animado ganador de un Premio Óscar Historia de un oso.

## Biografía
Castro es egresado de la Escuela de Cine de Chile, ubicada en Ñuñoa. Formó La Nueva Gráfica Chilena (un colectivo multidisciplinario) junto a Matias Iglesis, Rodrigo Salinas, entre otros. Precisamente con estos dos se incorpora al equipo de producción de 31 minutos, su primer trabajo.
En este programa realizó la voz de personajes como Policarpo Avendaño, Huachimingo, Calcetín con Rombos Man y Mico el Micófono. También ha escrito muchos de los temas pertenecientes a la discografía de este.
Otros programas en los que se ha desempeñado fueron Block!, Huaquimán y Tolosa y Diego y Glot. Como escritor publicó junto a Lorena Penjean los libros Montaña Bazofia y Mburu; ambos basados en la serie 31 minutos.
Escribió junto a Gabriel Osorio el guion del cortometraje animado Historia de un oso. Este fue ganador de un Premio Óscar en 2015.

## Distinciones
- Premios Altazor al Mejor Guionista de la TV 2004, por 31 minutos.[11]
- Premio Óscar al Mejor cortometraje animado 2015, por Historia de un oso.[12]

## Filmografía
| Año  | Proyecto                                         | Productora                     | Tipo                 | Rol                                                                 |
| ---- | ------------------------------------------------ | ------------------------------ | -------------------- | ------------------------------------------------------------------- |
| 2003 | 31 minutos                                       | Aplaplac                       | Serie de televisión  | - guionista - actor - titiritero - realizador - letrista - cantante |
| 2003 | Reacción sísmica                                 |                                | Documental           | - sonidista                                                         |
| 2006 | Block!                                           | Sólo por las Niñas Audiovisual | Serie de televisión  | - guionista                                                         |
| 2006 | Huaquiman y Tolosa                               |                                | Serie de televisión  | - guionista                                                         |
| 2007 | Clarita                                          |                                | Serie de televisión  | - guionista                                                         |
| 2008 | 31 minutos, la película                          | Aplaplac                       | Película             | - guionista - actor - titiritero - realizador                       |
| 2009 | Diego y Glot (Segunda temporada)                 | Cubonegro                      | Serie de televisión  | - guionista                                                         |
| 2009 | El Ogro y el Pollo                               |                                | Serie de televisión  | - guionista                                                         |
| 2009 | Las vacaciones de Tulio, Patana y el pequeño Tim | Aplaplac                       | Serie de televisión  | - guionista                                                         |
| 2010 | El Lagarto                                       | Vía X                          | Serie de televisión  | - guionista                                                         |
| 2010 | La colonia                                       | MEGA                           | Serie de televisión  | - guionista                                                         |
| 2012 | Pic nic                                          | Vía X                          | Serie de televisión  | - guionista                                                         |
| 2012 | Muelines                                         | Punkrobot                      | Serie de televisión  | - guionista                                                         |
| 2013 | Horacio y los Plasticines                        |                                | Serie de televisión  | - guionista                                                         |
| 2013 | Modern Family                                    | MEGA                           | Serie de televisión  | - guionista                                                         |
| 2014 | La voz en off                                    |                                | Película             | - guionista                                                         |
| 2015 | Historia de un oso                               | Punkrobot                      | Cortometraje animado | - guionista                                                         |
| 2017 | Guitarra & Tambor                                | Punkrobot                      | Serie de televisión  | - guionista                                                         |
| 2018 | Bichos raros                                     | Parox Producciones             | Serie de televisión  | - guionista                                                         |